# كلارنس باربر
كلارنس باربر هو اقتصادي كندي، ولد في 5 مايو 1917 في Wolseley, Saskatchewan ‏ في كندا، وتوفي في 27 فبراير 2004 في أوك باي في كندا.